# Harald A. Mieg
Harald Ludwig Albert (Alard) Mieg (* 8. August 1961 in München) ist ein deutscher Sozialwissenschaftler und Herausgeber von Wissenschaftskompendien.

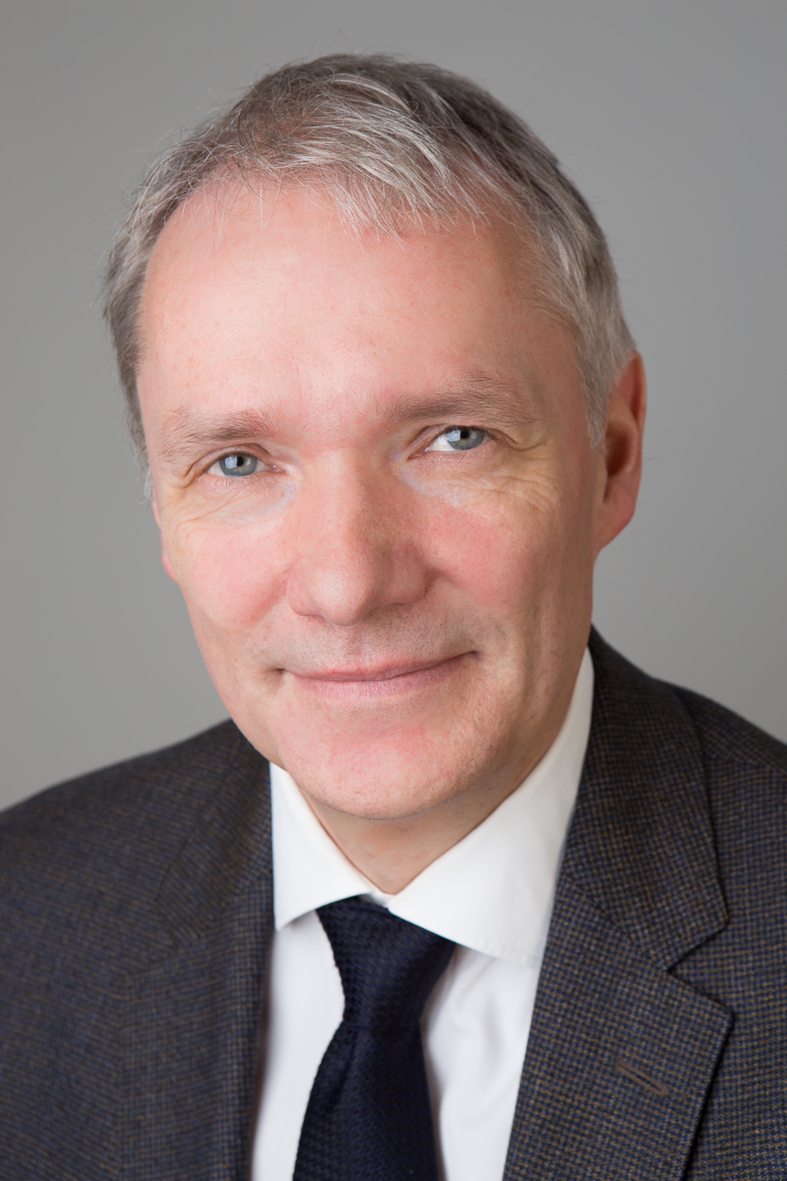
Harald Mieg (2015)

## Leben
Harald A. Mieg wuchs in Deisenhofen bei München als Sohn der Zahnärztin Rosemarie Mieg (geb. Rühl) und des Physikers Hans Peter Mieg auf und besuchte das Gymnasium Unterhaching (Abitur 1981). Er entstammt der weitläufig dokumentierten und verzweigten Familie Mieg und ist Urenkel des bayerischen Offiziers und Waffenkonstrukteurs Armand Mieg. Mieg ist Honorarprofessor der Geographie an der Humboldt-Universität zu Berlin und Vorstand der Gesellschaft für Wissenschaftsforschung. Er ist verheiratet, hat zwei Kinder und lebt mit seiner Familie in Berlin.

## Werdegang

### Studium, Ausbildung
Mieg studierte Psychologie, Mathematik und Philosophie (u. a. bei Wolfgang Stegmüller) an der LMU München und der Universität Mannheim mit Studienaufenthalten in Paris und Wien. 1993 promovierte er an der Universität Mannheim mit einer Arbeit über Verantwortung. Seine Habilitation erfolgte 1999 an der ETH Zürich mit einer Arbeit über die Nutzung von Experten (Departement Umweltnaturwissenschaften). 2003 schloss er ein MBA an der Universität Zürich ab, mit einer Arbeit über private banking.

### ETH Zürich 1993–2004
1993 wurde Mieg Assistent von Roland W. Scholz an der ETH Zürich zur Organisation der transdisziplinären Lehrprojekte zur nachhaltigen Regional- und Stadtentwicklung im neu entstandenen Studiengang Umweltnaturwissenschaften. Als Begleitforschung unternahm Mieg Untersuchungen zur Professionalisierung der Schweizer Umweltaktivitäten; in diesem Zusammenhang war er visiting scholar an der University of Chicago (Soziologie, Andrew Abbott). 1998 wurde Mieg Assistenzprofessor (bis 2004).

### HU Berlin 2004–2010
2004 erhielt Mieg eine persönliche Stiftungsgastprofessur im Geographischen Institut der Humboldt-Universität zu Berlin (Hans-Sauer-Professur für Metropolen- und Innovationsforschung). 2007 wurde er Mitgründer (neben Hartmut Häußermann) und erster Direktor des Georg-Simmel-Zentrums für Metropolenforschung. Sein Arbeitsschwerpunkt ist seither interdisziplinäre Stadtforschung zur Unterstützung nachhaltiger Stadtentwicklung.

### Berufsgelehrter
Seit 2011 leitet Mieg interdisziplinäre Hochschulprojekte. 2011 Fellow am IASS (Institute for Advanced Sustainability Studies, Klaus Töpfer), 2012 Ernennung zum Honorarprofessor für Metropolenforschung, 2012–2017 Fachhochschule Potsdam (Professur Forschung und Innovation, Projekt: Forschendes Lernen), 2018–2020 Universität Oldenburg (Projekt: Undergraduate Research Handbook). Daneben leitet er europäische Projekte zur Stadtforschung an der Humboldt-Universität zu Berlin.
Harald Mieg hat Dissertationen in fünf Fächern betreut (Umweltwissenschaften, Soziologie, Psychologie, Architektur, Geographie) und in unzähligen Fächern publiziert, insgesamt hat er mehr als 30 Herausgeberwerke und über 100 Fachartikel veröffentlicht. Hervorzuheben ist insbesondere die Herausgabe zahlreicher Überblickswerke, die zur Definition von Forschungsfeldern und -ansätzen dienen.

## Werk
In Miegs Werk verbindet sich Forschung zu Bildung (Hochschulbildung) und Planung (Stadt- und Unternehmensplanung) mit der Fragestellung, welche Arten von Wissenserwerb und Wissen Menschen zu Planungsleistungen befähigen.
Im Bereich von Bildung drehen sich Miegs Arbeiten um Professionalisierung, Expertise, forschendes Lernen und Interdisziplinarität, im Bereich der Planung um nachhaltige Stadtentwicklung, Theorie der Planung, Verantwortung und Finanzgeographie. Des Weiteren behandelt Mieg auch Fragen der Verantwortung und Professionalisierung von Wissenschaft.
Einige der von Mieg herausgegebenen Kompendien entfalteten strukturbildende Wirkung in der Wissenschaft, von Mieg aktiv begleitet mit der Einrichtung von Verbänden, Forschungsvorhaben und fachübergreifenden Kooperationen. Zu erwähnen sind
- fachübergreifende Forschung zu Professionalisierung, siehe: Harald Mieg, Michaela Pfadenhauer (Hrsg.): Professionelle Leistung - Professional Performance: Positionen der Professionssoziologie. UVK, Konstanz 2003, ISBN 978-3-89669-797-4.
- Etablierung und Internationalisierung von Forschendem Lernen, siehe: Harald Mieg, Judith Lehmann (Hrsg.): Forschendes Lernen: Wie die Lehre in Universität und Fachhochschule erneuert werden kann. Campus, Frankfurt/Main 2017, ISBN 978-3-593-50140-6 (in Kooperation u. a. mit Ludwig Huber und dem US-Council on Undergraduate Research).
- neuer Fokus auf städtisches Industrieerbe, siehe: Heike Oevermann, Harald Mieg (Hrsg.): Industrial heritage sites in transformation: Clash of discourses, Routledge, London 2015, ISBN 978-0-8153-4700-2.

## Schriften

### Monografien
- Computers as experts? On the non-existence of expert systems. Peter Lang, Frankfurt/New York 1993, ISBN 978-3-631-42748-4.
- Verantwortung: Moralische Motivation und die Bewältigung sozialer Komplexität. Westdeutscher Verlag, Opladen 1994, ISBN 978-3-322-99839-2.
- The social psychology of expertise: Case studies in research, professional domains, and expert roles. Lawrence Erlbaum, Mahwah 2001, ISBN 978-0-415-65276-6.
- Professionalisierung: Essays zu Expertentum, Verberuflichung und professionellem Handeln. Verlag der Fachhochschule Potsdam, Potsdam 2018, ISBN 978-3-934329-86-7.

### Herausgeberwerke (Auswahl)
- Harald Mieg, Michaela Pfadenhauer (Hrsg.): Professionelle Leistung - Professional Performance: Positionen der Professionssoziologie. UVK, Konstanz 2003, ISBN 978-3-89669-797-4.
- Harald Mieg, Christoph Heyl (Hrsg.): Stadt: Ein interdisziplinäres Handbuch. J.B. Metzler, Stuttgart 2013, ISBN 978-3-476-05189-9.
- Harald Mieg, Klaus Töpfer (Hrsg.): Institutional and social innovation for sustainable urban development. Earthscan, London 2013, ISBN 978-1-138-78055-2.
- Heike Oevermann, Harald Mieg (Hrsg.): Industrial heritage sites in transformation: Clash of discourses. Routledge, London 2015, ISBN 978-0-8153-4700-2.
- Harald Mieg, Judith Lehmann (Hrsg.): Forschendes Lernen: Wie die Lehre in Universität und Fachhochschule erneuert werden kann. Campus, Frankfurt/Main 2017, ISBN 978-3-593-50140-6.
- Michael Dick, Winfried Marotzki, Harald Mieg (Hrsg.): Handbuch Professionsentwicklung. Klinkhardt. Bad Heilbrunn 2016, ISBN 978-3-8252-8622-4.
- Harald Mieg, Ueli Haefeli (Hrsg.): Umweltpolitik in der Schweiz: Von der Forstpolizei zur Ökobilanzierung. NZZ Libro, Zürich 2020, ISBN 978-3-03810-290-8
- Harald Mieg, Hans Lenk, Heinrich Parthey (Hrsg.): Wissenschaftsverantwortung: Wissenschaftsforschung Jahrbuch 2019. wvb, Berlin 2020, ISBN 978-3-96138-198-2.
- Harald Mieg, Christiane Schnell, Rainer Zimmermann (Hrsg.): Wissenschaft als Beruf: Wissenschaftsforschung Jahrbuch 2020. wvb, Berlin 2021, ISBN 978-3-96138-282-8
- Harald Mieg, Elizabeth Ambos, Angela Brew, Dominique Galli, Judith Lehmann (Hrsg.): The Cambridge handbook of undergraduate research. Cambridge University Press, Cambridge 2022, ISBN 978-1-108-83592-3.

## Varia
- 1990 Uraufführung des Theaterstücks Kalmücken[10][11].
- 1996 UNESCO Videoclip-Preis für StadtBrachLand (ein Videoclip von ETH-Studierenden, von Mieg initiiert und betreut)[12]
- 2002 Gründung der gemeinnützigen Stiftung Herdforschung Rosemarie Mieg[13]
- 2018 Einrichtung der Seite wissenschaftlich-arbeiten.org zur Unterstützung wissenschaftlichen Arbeitens für Studierende.